# Иван Сиврев
Иван Янков Сиврев е български архитект, чиито мащабни проекти са в края на 1980-те години, преди промените в края на века.
Иван Сиврев следва специаност „архитектура“ във ВИАС и се дипломира през 1957 г. Последователно работи като главен архитект на Пазарджик и в Държавния металургичен завод „Ленин“ в Перник, директор на „Главпроект“ и главен архитект в НИПК.
Като проектант изработва градоустройсвените планове за централните части на редица градове в цяла България, с реализирани проекти на обществени и жилищни сгради. Дълги години е хоноруван ръководител на катедра „Градоустойство“ във ВИАС.

## Някои проекти
- Централен градски площад – Шумен, незавършен. Създаден от Иван Сиврев, Елена Конярска, Мая Петрова и Цветан Василев; главен консултант архитект Георги Стоилов. (1987 – 1989).[2]
- Мемориален компекс „Хан Аспарух“ с автор Христо Танев Иван Сиврев като главен архитект на Разград (средата на 1980-те). Остатъците от започнатият проект се намират пред Земеделската гимназия в града.[3]
- Дом на профсъюзите – Перник; арх. П. Радев, арх. Ив. Сиврев, инж. П. Малеев, и инж. Д. Каравчев (1963).[4]
- Паметник на Любен Каравелов, скулптор Надежда Петренко (1974).